# Oscar Svedlund
Oscar Svedlund, né le 8 janvier 1980, est un pilote de rallye suédois.

## Biographie
Sa carrière commence en 2000 sur Mitsubishi Lancer Evo, véhicule auquel il sera fidèle jusqu'en 2005.
Ses 5 meilleurs résultats en WRC ont été une 15e place au RAC Rally en 2006, une 16e place au Rallye de Suède en 2007, une 17e place au rallye de Finlande en 2002 et 2008, et une 19e place au rallye de Suède en 2004.
Sa carrière internationale s'achève en 2008.

## Palmarès

### Titres
- Vainqueur de la Coupe d'Europe FIA des rallyes d'Europe du nord: 2005, copilote Bjorn Nilsson;

### Victoires en ERC
- Rallye des neiges (Snow Rally): 2005 (Suède);
- Rallye du Sud de la Suède (South Swedish Rally): 2005 (3e en 2006 et 2007);

### Autre victoire
- Rallye de Pologne: 2007 (sur Subaru Impreza STi N12);

### Victoire en P-WRC
- Rallye de Suède: 2007 (sur Subaru Imprza).